# Lin Bai
Lin Bai (林白), pseudonimo di Lin Baiwei, (Beiliu, 1958) è una scrittrice, poetessa e sceneggiatrice cinese originaria del Guangxi.

## Biografia
Pur avendo esordito come poetessa e sceneggiatrice, attualmente è conosciuta soprattutto per i suoi romanzi, che in Cina sono considerati estremi per la libertà con cui trattano temi quali il narcisismo, l'autoerotismo e l'omosessualità femminile.
Altra caratteristica distintiva dei suoi testi sono le ambientazioni e le atmosfere, che sono spesso esotiche ed oniriche. Il suo ultimo libro, Registrazioni di chiacchiere femminili, ha vinto il Media Awards for Chinese Literature.

### Opere
- Non lasciate i vostri innamorati (1989)
- La pallottola attraverso la mela (1990)
- L'acqua nella bottiglia (1993)
- La panca nel loggiato (1993) (tradotto e pubblicato anche in italiano):
- La guerra di una persona sola
- Parla! Stanza (1997)
- L'insetto del vetro (2000)
- Registrazioni di chiacchiere femminili (2004)